# Оттава (округ, Огайо)
Шаблон:StateAbbr_ 41°35′ пн. ш. 83°04′ зх. д. / 41.59° пн. ш. 83.06° зх. д.
Округ  Оттава (англ. Ottawa County) — округ (графство) у штаті  Огайо, США. Ідентифікатор округу 39123.

## Історія
Округ утворений 1840 року.

## Демографія
За даними перепису 
2000 року 
загальне населення округу становило 40985 осіб, зокрема міського населення було 19143, а сільського — 21842.
Серед мешканців округу чоловіків було 20230, а жінок — 20755. В окрузі було 16474 домогосподарства, 11733 родин, які мешкали в 25532 будинках.
Середній розмір родини становив 2,92.
Віковий розподіл населення поданий у таблиці:
| Стать    | До 15 років | 15-21 | 22-29 | 30-39 | 40-49 | 50-65 | 65-85 | Понад 85 |
| -------- | ----------- | ----- | ----- | ----- | ----- | ----- | ----- | -------- |
| Чоловіки | 3956        | 1912  | 1541  | 2712  | 3398  | 3826  | 2666  | 219      |
| Жінки    | 3707        | 1710  | 1503  | 2801  | 3351  | 3858  | 3315  | 510      |

## Суміжні округи
- Ессекс, Канада — північний схід
- Ері — південний схід
- Сендаскі — південь
- Вуд — захід
- Лукас — північний захід

## Виноски
1. ↑  U.S. Decennial Census. United States Census Bureau. Процитовано 9 лютого 2015.
2. ↑  Historical Census Browser. University of Virginia Library. Архів оригіналу за 30 травня 2019. Процитовано 9 лютого 2015.
3. ↑  Forstall, Richard L., ред. (27 березня 1995). Population of Counties by Decennial Census: 1900 to 1990. United States Census Bureau. Процитовано 9 лютого 2015.
4. ↑  Census 2000 PHC-T-4. Ranking Tables for Counties: 1990 and 2000 (PDF). United States Census Bureau. 2 квітня 2001. Процитовано 9 лютого 2015.
5. ↑  State & County QuickFacts. United States Census Bureau. Архів оригіналу за 16 липня 2011. Процитовано 9 лютого 2015.(англ.) Наведено за англійською вікіпедією.
6. ↑  American FactFinder. Бюро перепису населення США. Архів оригіналу за 26 лютого 2012. Процитовано 31 січня 2008.

| США | Це незавершена стаття з географії США. Ви можете допомогти проєкту, виправивши або дописавши її. |